# Liste du patrimoine immobilier classé de Rendeux
Cette page regroupe l'ensemble du patrimoine immobilier classé de la commune belge de Rendeux.
| Objet                                              | Année de construction / Architecte | Adresse | Section communale | Coordonnées                      | Numéro d’inventaire | Illustration                                       |
| -------------------------------------------------- | ---------------------------------- | ------- | ----------------- | -------------------------------- | ------------------- | -------------------------------------------------- |
| Ermitage et chapelle Saint-Thibaut                 | 1639                               |         | Marcourt          | 50° 12′ 36″ nord, 5° 31′ 01″ est | 83044-CLT-0002-01   | Ermitage et chapelle Saint-Thibaut                 |
| Église Saint-Martin et mur d'enceinte du cimetière |                                    |         | Marcourt          | 50° 12′ 53″ nord, 5° 31′ 41″ est | 83044-CLT-0003-01   | Église Saint-Martin et mur d'enceinte du cimetière |